# 萱嶋高
萱嶋 高（かやしま たかし、1889年〈明治22年〉4月18日 - 1956年〈昭和31年〉2月18日）は、大日本帝国陸軍軍人、陸軍中将。宮崎県児湯郡高鍋町出身。陸士22期、陸大32期。

## 経歴
天津駐屯歩兵隊（昭和11年5月30日からは支那駐屯歩兵第2連隊）長、歩兵第136旅団長などを歴任し、太平洋戦争開戦後は、留守第6師団長から新設された第46師団の師団長となるが師団が南方に渡る前に予備役、その後召集され再び留守第6師団長。
退役後、1945年に宮崎市長に就任したが、連合国軍の進駐にともない辞職した。その後、公職追放となり、極東国際軍事裁判（東京裁判）において、通州事件に関する証言をおこなっている。舞鶴神社の宮司を務めた。

## 年譜
- 1910年（明治43年）5月28日 陸軍士官学校卒業
- 1920年（大正9年）11月22日 陸軍大学校卒業
- 1935年（昭和10年）3月7日 陸軍歩兵大佐・天津駐屯歩兵隊長として天津に駐屯[3][4]
- 1936年（昭和11年）5月30日 支那駐屯歩兵第2連隊長
- 1937年（昭和12年）7月28日、北京南方の南苑戦に参加[3]。この日夜は豊台に集結した[3]
  - 7月29日、豊台西方大井村附近に移動し、後命を待った[3]。
  - 7月30日午前3時、河邊旅団長から通州事件(事変)が発生したので、救援せよとの命令を受けて3時30分、連隊主力を率いて通州に急行した[3]。
  - 11月1日 陸軍士官学校教授部長
- 1938年（昭和13年）7月15日 陸軍少将・歩兵第136旅団長
- 1939年（昭和14年）11月15日 独立混成第18旅団長
- 1941年（昭和16年）3月9日 陸軍中将・留守第6師団長
- 1943年（昭和18年）6月10日 第46師団長
- 1943年（昭和18年）10月15日 予備役
- 1943年（昭和18年）11月1日 召集・留守第6師団長
- 1945年（昭和20年）4月1日 召集解除
- 1945年（昭和20年）6月29日 宮崎市長
- 1956年（昭和31年）2月18日：死去（享年66）

## 栄典
位階
- 1911年（明治44年）3月10日 - 正八位[5]
- 1914年（大正3年）2月10日 - 従七位[6]
- 1919年（大正8年）3月20日 - 正七位[7]
- 1924年（大正13年）5月15日 - 従六位[8]
- 1941年（昭和16年）9月15日 - 従四位
- 1943年（昭和18年）10月1日 - 正四位

勲章等
- 1940年（昭和15年）8月15日 - 紀元二千六百年祝典記念章[9]